# Satoshō (Okayama)
Satoshō (里庄町 Satoshō-chō?) es un municipio situado en el distrito de Asakuchi, en la prefectura de Okayama, Japón. Tiene una población estimada, a fines de junio de 2024, de 10 933 habitantes.
Su superficie total es de 12.23 km².

## Geografía

### Localidades circundantes
- Prefectura de Okayama
  - Asakuchi
  - Kasaoka

## Demografía
Según los datos del censo japonés, esta es la población de Satoshō en los últimos años.
| Año del censo | Población |
| ------------- | --------- |
| 1995          | 10 583    |
| 2000          | 10 782    |
| 2005          | 10 823    |
| 2010          | 10 916    |
| 2015          | 10 929    |
| 2024 (est.)   | 10 933    |